# Extraño (personaje)
El Extraño (Stranger) es un personaje ficticio que aparece en los cómics publicados por Marvel Comics. 

## Historial de publicaciones
El Extraño apareció por primera vez en X-Men #11 (1965), y fue creado por Stan Lee y Jack Kirby.

## Biografía
El personaje es una entidad cósmica y, principalmente, un científico y topógrafo de mundos, visitando primero a la Tierra por curiosidad.Después de un encuentro con los X-Men y la Hermandad de Mutantes Diabólicos, quienes al principio creen que es un poderoso mutante, la entidad se va, llevándose al supervillano Magneto y a su sirviente Sapo para estudiarlos, después de que los encierra en capullos especiales. El mismo cómic presenta a Magneto escapando y regresando a la Tierra utilizando una nave espacial que repara, dejando a Sapo detrás, a pesar de que el Extraño recaptura al villano luego de que el Profesor X avisa telepáticamente al Extraño.
El Extraño reaparece en el cómic Tales to Astonish, donde se convence de que la humanidad es peligrosa y se dispone a destruir a la Tierra con la criatura conocida como Hulk, permitiendo que otra raza mejor que la humanidad tome el relevo. Él transporta a la Tierra una máquina que aumenta su poder mental sobre Hulk. El personaje se disuadió de este curso de acción por el alter ego de Hulk, Bruce Banner. Sin embargo, él se lleva a la Abominación, pensando que él sí es malvado. En el cómic Silver Surfer, el Extraño de nuevo intenta destruir la Tierra, en esta ocasión con una potente bomba de "Vida-Nula". Después de una batalla contra el Silver Surfer, y dándose cuenta de que un científico humano se sacrificó para desactivar la bomba, el Extraño se retira.
En el cómic Fantastic Four, el Extraño ayuda al equipo de superhéroes contra otra entidad, Overmind, y en el cómic Thor observa cómo el Dios del Trueno batalla al entonces sirviente del personaje, la Abominación. El cómic Avengers cuenta una historia en la que Sapo suplanta al Extraño y lucha contra Los Vengadores. El verdadero Extraño encuentra al guerrero Kree, el Capitán Marvel, en el cómic del mismo nombre, y en Marvel Team-Up se encuentra con el héroe Spider-Man al tratar de obtener la Gema del Alma de Adam Warlock.
El Extraño también aparece en el cómic Champions, y ayuda al grupo a contener la reactivación de la bomba de Vida-Nula dejada en la Tierra, y en Marvel Two-In-One anual solicita la ayuda de Hulk y la Mole para luchar contra la amenaza del dios olímpico Plutón.
El personaje reaparece en el tercer volumen de Silver Surfer, donde la entidad conocida como el Tribunal Viviente revela que el cuarto lado de su cabeza es un vacío y afirma que podría haber sido representada por el Extraño.
El Extraño también se une a Los Vengadores en la batalla contra la pirata espacial Nebula, quien ha adquirido la "Unión Infinita", un dispositivo que le permite a su usuario absorba todas las formas de energía del ambiente, y quien tiene por objeto adquirir más al destruir y recrear varias veces el universo.
En el cómic Quasar, los seres cómicos conocidos como los Vigilantes se acercan al Extraño para ayudarlos a detener un virus letal de información, con el héroe Quasar aprovechando la distracción para liberar a muchos de los ejemplares del mundo "laboratorio" del Extraño.
En la serie limitada Infinity Gauntlet, el Extraño aparece en la reunión de entidades cósmicas que se oponen a Thanos, y ataca a este último junto a Epoch y Galactus.
En la serie limitada Starblast, el Extraño es fundamental en la fusión entre el Nuevo Universo y el Universo Marvel. En seguida aparece en una historia de Professor X and the X-Men, y fuera de la continuidad en Marvel Adventures.
En la serie limitada X-Men Forever, se revela que el personaje ha manipulado sutilmente y acelerado la evolución de mutantes humanos por un largo tiempo, en una trama para aprovechar su poder y ganar el control de todas las grandes entidades cósmicas.
Él aparece a continuación en Marvel Universe: The End, de nuevo entre los seres en contra de Thanos.
El Extraño aparece prominente en la serie limitada Beyond!, haciéndose pasar por la entidad Beyonder, y captura a varios héroes y villanos y los obliga a luchar con el propósito de estudiarlos.

## Poderes y habilidades
El Extraño posee la capacidad de canalizar y manipular el poder cósmico en una escala comparable a la de Galactus y los Celestiales,con hazañas que incluyen levitación; creación de campos de fuerza; cambio de tamaño y manipulación molecular de la materia;viajes espaciales a la velocidad de la luz; intangibilidad y proyección de energíay ensamblar un planeta a partir de segmentos de mundos habitados de todo el universo.La entidad también posee un mundo de "laboratorio", donde se almacenan elementos y los seres de interés, denominados especímenes, se mantienen prisioneros para su estudio.

## En otros medios

### Televisión
- El Extraño aparece en el episodio de The Super Hero Squad Show, "La Balada de Beta Ray Bill! (Seis Contra el Infinito, Parte 1)", con la voz de John Barrowman.[28]Esta versión esclavizó a los korbinitas, aunque Beta Ray Bill escapó y se convirtió en conserje. El Extraño finalmente localiza a Bill, quien lo derrota con la ayuda de Thor.